# Mitchell-Halbinsel
Die Mitchell-Halbinsel ist eine felsige Halbinsel an der Budd-Küste des ostantarktischen Wilkeslands. Sie trennt südlich der Windmill-Inseln die O’Brien Bay im Osten von der Sparkes Bay im Westen.
Erstmals kartiert wurde sie anhand von Luftaufnahmen der United States Navy im Februar 1947 während der Operation Highjump. Damals wurde sie irrtümlich für eine Insel gehalten, die über eine steile Schneerampe mit dem Kontinentaleis an der Budd-Küste verbunden ist. Ihre eigentliche Natur identifizierte die Mannschaft auf der Wilkes-Station im Jahr 1957. Das Advisory Committee on Antarctic Names benannte sie 1963 nach Ray A. Mitchell (1905–1987), Kapitän des Tankers USS Cacapon bei der Operation Highjump.